# Mother Nature's Son
Pistes de The Beatles
Yer Blues Everybody's Got Something to Hide Except Me and My Monkey
Mother Nature's Son est une chanson des Beatles, composée et jouée en solo par Paul McCartney (bien qu'elle soit créditée Lennon/McCartney). Il s'agit d'un hymne à la nature dont l'idée est née au cours du séjour du groupe en Inde. Lennon avait composé une chanson similaire, Child of Nature, qui est finalement transformée des années plus tard en Jealous Guy.
McCartney enregistre seul sa composition en août 1968 accompagné dans la phase finale de cuivres orchestrés par George Martin. Elle est ensuite publiée sur l'« Album blanc » le 22 novembre 1968. Plusieurs artistes l'ont par la suite reprise.

## Genèse
Mother Nature's Son fait partie des chansons composées par les Beatles lors de leur séjour en Inde à Rishikesh auprès du Maharishi Mahesh Yogi entre février et avril 1968. C'est Paul McCartney qui l'a composée en s'inspirant d'une conférence du maître spirituel lors de ce « séminaire » au pied de l'Himalaya, conférence ayant pour thème l'unité de l'homme et la nature.

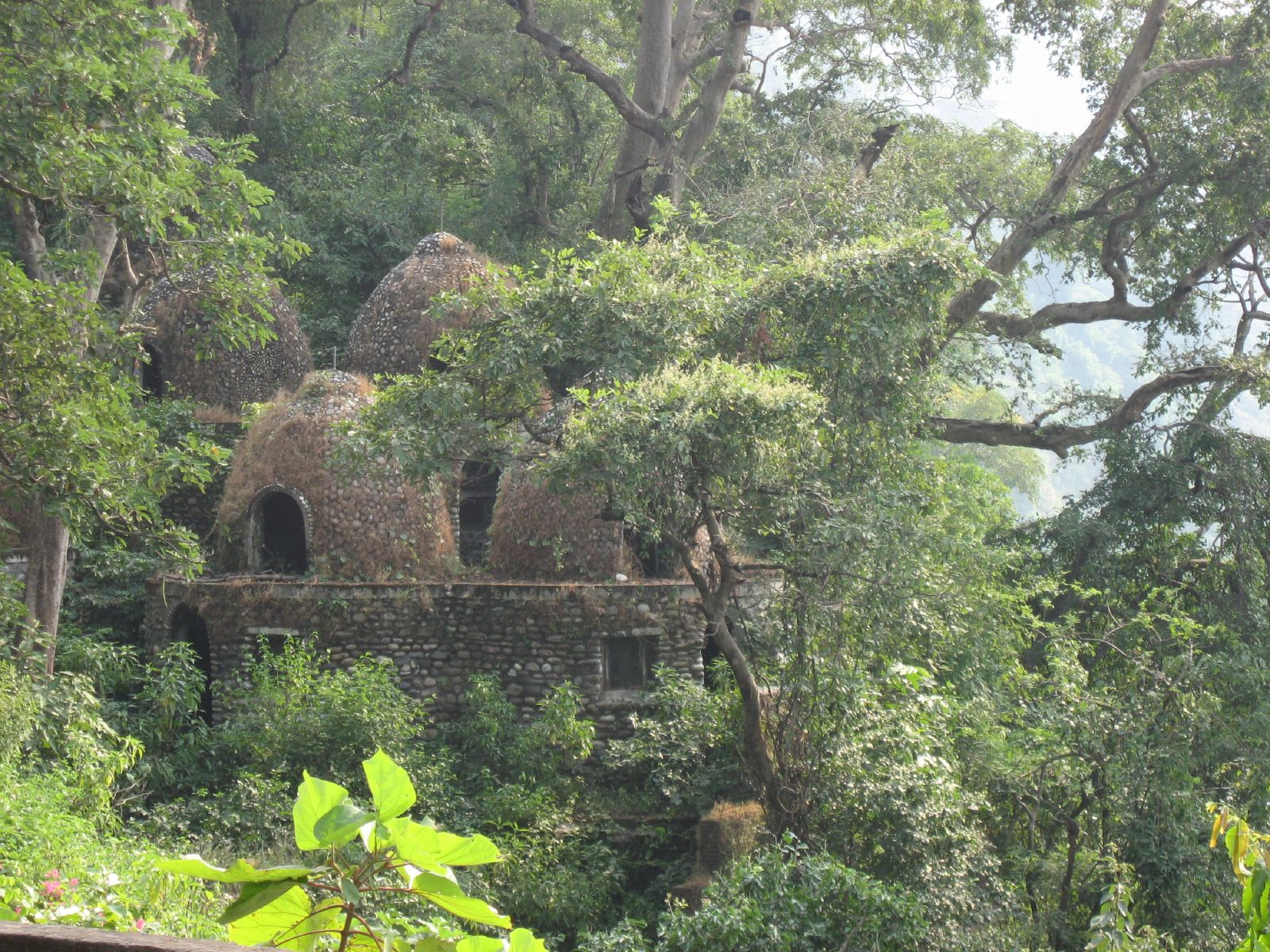
Mother Nature's Son a été composée par McCartney lors du séjour des Beatles en Inde.

McCartney raconte en 1994 : « Je crois me souvenir que j'ai composé Mother Nature's Son dans la maison de mon père à Liverpool… J'ai toujours aimé la chanson Nature Boy… Mother Nature's Son est inspirée de cette chanson. J'ai toujours adoré la nature, et quand Linda et moi sommes sortis ensemble, nous avons découvert que nous avions cet amour profond de la nature en commun. J'ai peut-être reçu un peu d'aide de John pour quelques vers. »
Inspiré également, John Lennon compose pour sa part Child of Nature, une chanson répétée par les Beatles mais qui ne fut publiée qu’en 2018 (précédemment, on pouvait en entendre uniquement un petit bout sur le disque bonus Fly on the Wall de Let It Be... Naked). La mélodie est par la suite intégralement reprise, mais les paroles sont modifiées débouchant sur le titre Jealous Guy publié sur son album Imagine en 1971.
Le thème des deux chansons était assez proche : l'émerveillement devant le ciel, le vent, le soleil, les montagnes, mais là où Lennon écrivait de son propre point de vue sur ce qu'il avait vu en Inde, McCartney écrit du point de vue d'un jeune paysan. Celui-ci ironise en 1968 : « Ça dit « Born a poor young country boy » [« né pauvre garçon de la campagne »], et je suis né à l'hôpital de Woolton en fait ; donc c'est un sale mensonge ».

## Enregistrement

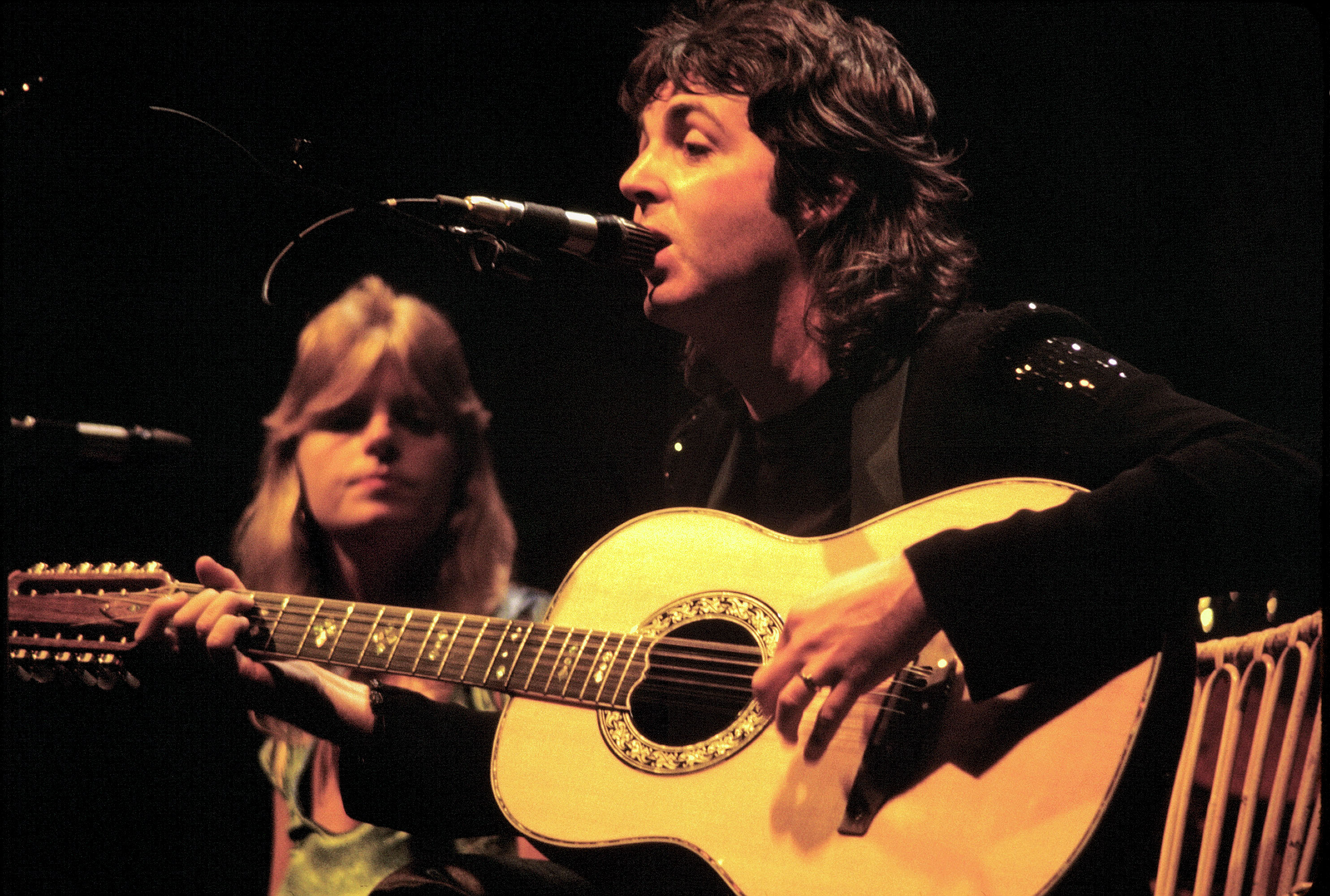
Paul McCartney interprète cette chanson seul à la guitare acoustique.

Le vendredi 9 août 1968, les Beatles passent une grande partie de la journée à travailler sur une composition de George Harrison, Not Guilty. Celle-ci, auquel le groupe a pourtant consacré plusieurs sessions, n'est finalement pas retenue sur l'« Album blanc », et n'est publiée qu'en 1979 sur un album solo du guitariste intitulé George Harrison.
Après la session, qui se termine vers 22 heures, chacun rentre chez soi à l'exception de Paul McCartney qui reste travailler Mother Nature's Son. Il réalise ce soir là 25 prises au chant et à la guitare acoustique, tout en picking, travaillant surtout à résoudre un problème de l'introduction. Il considère finalement que la vingt-quatrième prise est la meilleure.
Le travail reprend le 20 août. Harrison est alors en vacances en Grèce, et John Lennon et Ringo Starr parachèvent Yer Blues dans le studio 3 des studios EMI. McCartney peut donc se consacrer seul à sa chanson avec l'ingénieur du son Alan Brown. Ils se livrent à divers essais : afin que le son de sa grosse caisse ressemble à un bongo, il enregistre cet instrument dans la cage d'escalier. Puis il double la guitare acoustique et ajoute des timbales. Vient enfin le tour de l'enregistrement des cuivres, orchestrés par George Martin, à nouveau dans l'escalier. Le mixage mono est réalisé le même soir.

## Fiche technique

### Interprètes
- Paul McCartney : chant, guitare acoustique, timbales, grosse caisse
- George Martin : orchestrations

## Parution et reprises
Mother Nature's Son paraît sur le deuxième disque de l'« Album blanc », le 22 novembre 1968.
Le 31 décembre 1975, pour le concert du Nouvel An, Le Jerry García Band propose une reprise instrumentale de la chanson. Une dizaine de reprises de cette chanson ont vu le jour, notamment par Sheryl Crow pour le film Sam, je suis Sam en 2002, Ramsey Lewis, Harry Nilsson, le groupe Gryphon sur leur album Raindance et John Denver.